# Nederlands Dagboekarchief
Het Nederlands Dagboekarchief is een verzameling dagboeken die is ondergebracht in het Meertens Instituut.

## Geschiedenis
Het Nederlands Dagboekarchief werd in 2009 opgericht door Mirjam Nieboer en Monica Soeting. De verzameling begon naar aanleiding van de 37 dagboekjes die Nieboer van de overleden grootvader van haar man ter beschikking kreeg. Soeting is hoofdredacteur van het elektronische tijdschrift European Journal of Life Writing en ontmoette Nieboer toen die laatste een geschikte plek voor die 37 dagboekjes zocht. De verzameling en het beheer erover is grotendeels gebaseerd op het in Emmendingen bestaande Deutsche Tagebucharchiv. De collectie omvatte in 2013 zo'n duizend dagboeken. Ze worden door een groep vrijwilligers ontsloten. Degenen die dagboeken overdragen sluiten een contract met het archief waarin onder andere de wijze van overdracht (bruikleen, eigendom) en openbaarheid worden vastgelegd.
Sinds 2013 berust het Nederlands Dagboekarchief in het Meertens Instituut in Amsterdam.